# Ariald
Ariald (łac.) Arialdus (ur. ok. 1010, zm. 27 czerwca 1066) – święty kościoła katolickiego.

## Życiorys
Urodził się w szlacheckiej rodzinie w gminie Cucciago w pobliżu Como. Pierwsze nauki pobierał w szkole przy kościele San Vittore w Varese. Po studiach w Laon i Paryżu, został mianowany kanonikiem katedry mieście Mediolanu, gdzie od 1057 zaczyna wygłaszać płomienne kazania potępiające zepsucie kleru. Dążył do utworzenia reformy mediolańskiej duchownych za co został ekskomunikowany przez biskupa Guido da Valate, lecz po interwencji papieża Stefana IX ekskomunika została unieważniona. Podczas podróży do Rzymu został zamordowany jego ciało znaleziono dziesięć miesięcy po zabójstwie w Maggiore i pochowany w kościele św. Celsusa.
Aprobata kultu nastąpiła w 1904 roku. Wspomnienie liturgiczne w Kościele katolickim obchodzone jest w dies natalis (27 czerwca).